# 1re étape du Tour d'Italie 2016
Pour un article plus général, voir Tour d'Italie 2016.
La 1re étape du Tour d'Italie 2016 se déroule le vendredi 6 mai 2016, entre Apeldoorn aux Pays-Bas et Apeldoorn sur une distance de 9,8 km, courue sous la forme d'un contre-la-montre individuel.

## Parcours
Comme en 2010, Le giro 2016 commence avec un contre-la montre individuel aux Pays-Bas. Le parcours qui est plat, est tracé dans la ville de Apeldoorn.

## Résultats

### Classement de l'étape
| Classement de l'étape | Classement de l'étape | Classement de l'étape | Classement de l'étape | Classement de l'étape |
|                       | Coureur               | Pays                  | Équipe                | Temps                 |
| --------------------- | --------------------- | --------------------- | --------------------- | --------------------- |
| 1er                   | Tom Dumoulin          | Pays-Bas              | Giant-Alpecin         | en 11 min 3 s         |
| 2e                    | Primož Roglič         | Slovénie              | Lotto NL-Jumbo        | m.t                   |
| 3e                    | Andrey Amador         | Costa Rica            | Movistar              | + 6 s                 |
| 4e                    | Tobias Ludvigsson     | Suède                 | Giant-Alpecin         | + 8 s                 |
| 5e                    | Marcel Kittel         | Allemagne             | Etixx-Quick Step      | + 11 s                |
| 6e                    | Moreno Moser          | Italie                | Cannondale            | + 12 s                |
| 7e                    | Bob Jungels           | Luxembourg            | Etixx-Quick Step      | + 13 s                |
| 8e                    | Fabian Cancellara     | Suisse                | Trek-Segafredo        | + 14 s                |
| 9e                    | Matthias Brändle      | Autriche              | IAM                   | + 14 s                |
| 10e                   | Silvan Dillier        | Suisse                | BMC Racing            | + 16 s                |
| modifier              |                       |                       |                       |                       |

### Points attribués
| - Arrivée de Apeldoorn (km 9,8) \| \| Cycliste \| Nat \| Équipe \| Points \| \| -- \| ----------------- \| ---------- \| ---------------- \| ------ \| \| 1 \| Tom Dumoulin \| Pays-Bas \| Giant-Alpecin \| 15 \| \| 2 \| Primož Roglič \| Slovénie \| Lotto NL-Jumbo \| 12 \| \| 3 \| Andrey Amador \| Costa Rica \| Movistar \| 9 \| \| 4 \| Tobias Ludvigsson \| Suède \| Giant-Alpecin \| 7 \| \| 5 \| Marcel Kittel \| Allemagne \| Etixx-Quick Step \| 6 \| \| 6 \| Moreno Moser \| Italie \| Cannondale \| 5 \| \| 7 \| Bob Jungels \| Luxembourg \| Etixx-Quick Step \| 4 \| \| 8 \| Fabian Cancellara \| Suisse \| Trek-Segafredo \| 3 \| \| 9 \| Matthias Brändle \| Autriche \| IAM \| 2 \| \| 10 \| Silvan Dillier \| Suisse \| BMC Racing \| 1 \| |                   |            |                  |        |
| | Cycliste          | Nat        | Équipe           | Points |
| 1 | Tom Dumoulin      | Pays-Bas   | Giant-Alpecin    | 15     |
| 2 | Primož Roglič     | Slovénie   | Lotto NL-Jumbo   | 12     |
| 3 | Andrey Amador     | Costa Rica | Movistar         | 9      |
| 4 | Tobias Ludvigsson | Suède      | Giant-Alpecin    | 7      |
| 5 | Marcel Kittel     | Allemagne  | Etixx-Quick Step | 6      |
| 6 | Moreno Moser      | Italie     | Cannondale       | 5      |
| 7 | Bob Jungels       | Luxembourg | Etixx-Quick Step | 4      |
| 8 | Fabian Cancellara | Suisse     | Trek-Segafredo   | 3      |
| 9 | Matthias Brändle  | Autriche   | IAM              | 2      |
| 10 | Silvan Dillier    | Suisse     | BMC Racing       | 1      |

### Classement au temps par équipes
| Classement par équipes au temps | Classement par équipes au temps | Classement par équipes au temps | Classement par équipes au temps |
|                                 | Équipe                          | Pays                            | Temps                           |
| ------------------------------- | ------------------------------- | ------------------------------- | ------------------------------- |
| 1re                             | Giant-Alpecin                   | Allemagne                       | en 33 min 33 s                  |
| 2e                              | Lotto NL-Jumbo                  | Pays-Bas                        | + 15 s                          |
| 3e                              | Etixx-Quick Step                | Belgique                        | + 20 s                          |
| modifier                        |                                 |                                 |                                 |

### Classement aux points par équipes
| Classement par équipes aux points | Classement par équipes aux points | Classement par équipes aux points | Classement par équipes aux points | Classement par équipes aux points |
|                                   | Équipes                           | Pays                              |                                   | Point(s)                          |
| --------------------------------- | --------------------------------- | --------------------------------- | --------------------------------- | --------------------------------- |
| 1re                               | Giant-Alpecin                     | Allemagne                         |                                   | 75                                |
| 2e                                | Lotto NL-Jumbo                    | Pays-Bas                          |                                   | 37                                |
| 3e                                | Movistar                          | Espagne                           |                                   | 25                                |
| modifier                          |                                   |                                   |                                   |                                   |

## Classements à l'issue de l'étape

### Classement général
| Classement général | Classement général | Classement général | Classement général | Classement général |
|                    | Coureur            | Pays               | Équipe             | Temps              |
| ------------------ | ------------------ | ------------------ | ------------------ | ------------------ |
| 1er                | Tom Dumoulin       | Pays-Bas           | Giant-Alpecin      | en 11 min 3 s      |
| 2e                 | Primož Roglič      | Slovénie           | Lotto NL-Jumbo     | m.t                |
| 3e                 | Andrey Amador      | Costa Rica         | Movistar           | + 6 s              |
| 4e                 | Tobias Ludvigsson  | Suède              | Giant-Alpecin      | + 8 s              |
| 5e                 | Marcel Kittel      | Allemagne          | Etixx-Quick Step   | + 11 s             |
| 6e                 | Moreno Moser       | Italie             | Cannondale         | + 12 s             |
| 7e                 | Bob Jungels        | Luxembourg         | Etixx-Quick Step   | + 13 s             |
| 8e                 | Fabian Cancellara  | Suisse             | Trek-Segafredo     | + 14 s             |
| 9e                 | Matthias Brändle   | Autriche           | IAM                | + 14 s             |
| 10e                | Silvan Dillier     | Suisse             | BMC Racing         | + 16 s             |
| modifier           |                    |                    |                    |                    |

### Classement du meilleur jeune
| Classement du meilleur jeune | Classement du meilleur jeune | Classement du meilleur jeune | Classement du meilleur jeune | Classement du meilleur jeune |
|                              | Coureur                      | Pays                         | Équipe                       | Temps                        |
| ---------------------------- | ---------------------------- | ---------------------------- | ---------------------------- | ---------------------------- |
| 1er                          | Tobias Ludvigsson            | Suède                        | Giant-Alpecin                | en 11 min 11 s               |
| 2e                           | Bob Jungels                  | Luxembourg                   | Etixx-Quick Step             | + 5 s                        |
| 3e                           | Damien Howson                | Australie                    | Orica-GreenEDGE              | + 11 s                       |
| 4e                           | Łukasz Wiśniowski            | Pologne                      | Etixx-Quick Step             | + 12 s                       |
| 5e                           | Michael Hepburn              | Australie                    | Orica-GreenEDGE              | + 12 s                       |
| modifier                     |                              |                              |                              |                              |

### Classement aux points
| Classement par points | Classement par points | Classement par points | Classement par points | Classement par points |
| --------------------- | --------------------- | --------------------- | --------------------- | --------------------- |
|                       | Coureur               | Pays                  | Équipe                | Point(s)              |
| 1er                   | Tom Dumoulin          | Pays-Bas              | Giant-Alpecin         | 15 points             |
| 2e                    | Primož Roglič         | Slovénie              | Lotto NL-Jumbo        | 12 pts                |
| 3e                    | Andrey Amador         | Costa Rica            | Movistar              | 9 pts                 |
| 4e                    | Tobias Ludvigsson     | Suède                 | Giant-Alpecin         | 7 pts                 |
| 5e                    | Marcel Kittel         | Allemagne             | Etixx-Quick Step      | 6 pts                 |
| modifier              |                       |                       |                       |                       |

### Classements par équipes

#### Classement au temps
| Classement par équipes au temps | Classement par équipes au temps | Classement par équipes au temps | Classement par équipes au temps |
|                                 | Équipe                          | Pays                            | Temps                           |
| ------------------------------- | ------------------------------- | ------------------------------- | ------------------------------- |
| 1re                             | Giant-Alpecin                   | Allemagne                       | en 33 min 33 s                  |
| 2e                              | Lotto NL-Jumbo                  | Pays-Bas                        | + 15 s                          |
| 3e                              | Etixx-Quick Step                | Belgique                        | + 20 s                          |
| modifier                        |                                 |                                 |                                 |

#### Classement aux points
| Classement par équipes aux points | Classement par équipes aux points | Classement par équipes aux points | Classement par équipes aux points | Classement par équipes aux points |
|                                   | Équipes                           | Pays                              |                                   | Point(s)                          |
| --------------------------------- | --------------------------------- | --------------------------------- | --------------------------------- | --------------------------------- |
| 1re                               | Giant-Alpecin                     | Allemagne                         |                                   | 75                                |
| 2e                                | Lotto NL-Jumbo                    | Pays-Bas                          |                                   | 37                                |
| 3e                                | Movistar                          | Espagne                           |                                   | 25                                |
| modifier                          |                                   |                                   |                                   |                                   |